# باشگاه فوتبال بانیک استراوا
باشگاه فوتبال بانیک استراوا (به چکی: FC Baník Ostrava) یک باشگاه فوتبال در جمهوری چک است که در شهر استراوا قرار دارد و هم‌اکنون در لیگ برتر فوتبال جمهوری چک بازی می‌کند.
این باشگاه در سال ۱۹۲۲ میلادی تأسیس شده‌است.

## افتخارات
- لیگ فوتبال چکسلواکی
  - قهرمان (۳): ۱۹۷۶، ۱۹۸۰، ۱۹۸۱
- لیگ برتر فوتبال جمهوری چک
  - قهرمان (۱): ۲۰۰۴
- جام حذفی فوتبال جمهوری چک
  - قهرمان (۱): ۲۰۰۵
- جام در جام اروپا
  - نیمه نهایی: ۱۹۷۹
- جام اینترتوتو
  - قهرمان (۷): ۱۹۷۰، ۱۹۷۴، ۱۹۷۶، ۱۹۷۹، ۱۹۸۵، ۱۹۸۸، ۱۹۸۹